# Trichonotuloides glyptus
Trichonotuloides glyptus är en skalbaggsart som beskrevs av Bates 1887. Trichonotuloides glyptus ingår i släktet Trichonotuloides och familjen Aphodiidae. Inga underarter finns listade i Catalogue of Life.